# Tadeusz Góra
Tadeusz Góra, född 19 januari 1918 i Kraków, död 4 januari 2010 i Świdnik, Lublin vojvodskap, var en polsk segelflygare och första person som fått FAI:s Lilienthalmedalj. 
Góra genomförde den första segelflygningen över 500 km från flygfältet i Bezmiechowa 18 maj 1938 han landade i Solecznik Malych nära Wilna efter att ha flugit 577,8 km i en PWS-101. FAI belönade honom med Lilienthalmedaljen men på grund av andra världskriget kunde medaljen överlämnas först 1945. Góra var uttagen till det polska landslaget som tävlingspilot vid Olympiska spelen i Helsingfors 1940 men tävlingarna inställdes på grund av andra världskriget. Góra förekommer på en serie frimärken utgina av det polska postverket.